# 린즈링
린즈링(중국어: 林志玲, 병음: Lín Zhìlíng, 한국 한자음: 임지령, 1974년 11월 29일 ~ )은 대만의 여자 모델이자 배우이다.

## 생애
1974년 11월 29일 대만 타이베이에서 1남 1녀중 둘째로 태어났다. 1990년부터 캐나다에 유학하여, 어학 학교, 공립 고교를 거쳐 사립 여자고교인 비숍 스트론 스쿨(영어: Bishop Strachan School)을 졸업하였고, 토론토 대학교에서 미술사와 경제학을 전공했다. 1997년 타이완으로 귀국하여 푸방 예술기금회(중국어: 富邦藝術基金會)에 근무하였으며, 파트 타임 모델 일을 시작하였다. 2000년 봄에는 일본 도쿄로 단기 어학연수를 다녀왔으며, 2001년에서 2004년까지 타이베이에 있는 화강 예술학교(중국어: 華岡藝術學校)에서 교사로 일하였다.

## 린즈링 현상

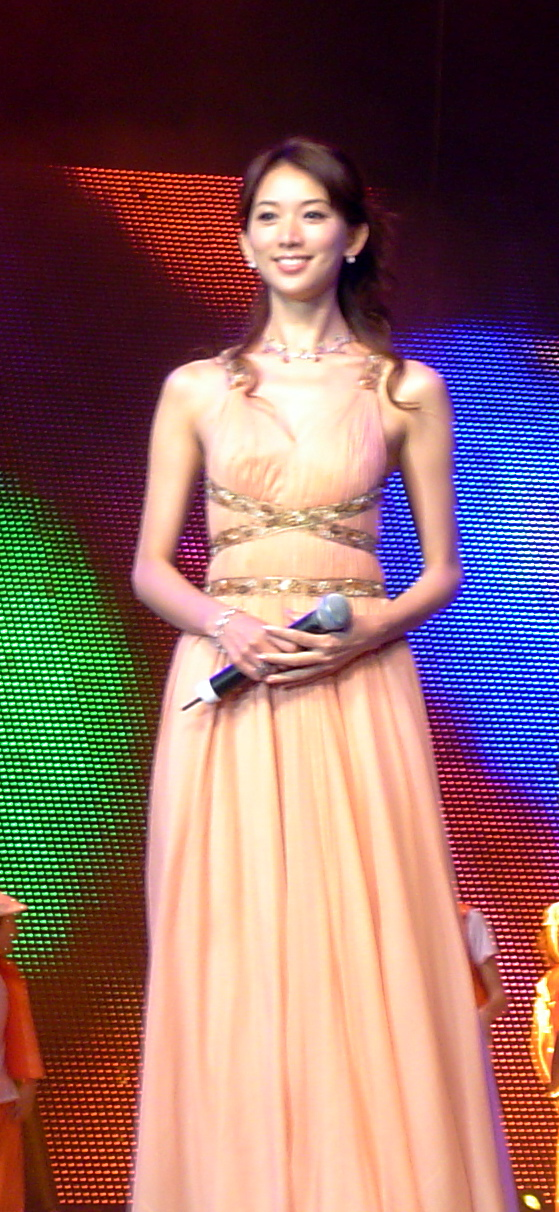
2006년, 중국 상하이에서의 린즈링

2002년 린즈링은 홍콩의 한 텔레비전 광고에 모델로 출연한다. 이 광고는 인터넷에서 화제가 되었고, 린즈링에 대한 관심이 높아졌다. 이듬해 저명한 텔레비전 프로듀서인 거훙푸(중국어 간체자: 葛鸿福, 정체자: 葛鴻福)는 그녀에게 상하이 동방 TV의 패션 프로그램 진행을 맡긴다. 2004년에는 타이완에서 건물 크기의 대형 포스터, 옥외 광고판, 텔레비전 등을 통해 수많은 광고에 출연한다. 단시간에 린즈링은 전국적인 명성을 얻고, 유명 모델이 된다. 이는 평론가들이 “린즈링 현상”이라 부르는 슈퍼 모델에 대한 열풍을 불러 일으켰다. 린즈링의 인기는 그녀가 홍콩과 중국 대륙에서 광고 모델을 하던 2004년 내내 상승했고, 2005년 일본 광고에 출연할 때도 지속되었다.

## 배우 경력
린즈링은 2008년 개봉한 오우삼 감독의 《적벽대전》을 통해 영화계에 데뷔하며, 소교 역할을 맡았는데 이것이 그녀의 첫 연기였다. 2009년에는 주걸륜와 같이 《트레져 헌터》에 출연했다.

## 낙마 사고
2005년 7월 8일 린즈링은 중화인민공화국 다롄에서 P&G의 생활용품 광고를 촬영하던 중 낙마하여 말발굽에 밟히게 된다. 관계자들은 린즈링을 즉시 다롄의과대학부속제일의원으로 이송했다. 진단 결과 그녀는 6개 늑골이 골절되어 있었고, 왼쪽 폐가 천공되어 있었으며, 흉강에는 피가 차 있었다. 린즈링은 4개월 간 치료를 받았고, 2005년 11월 완치되었다.

## 출연 작품

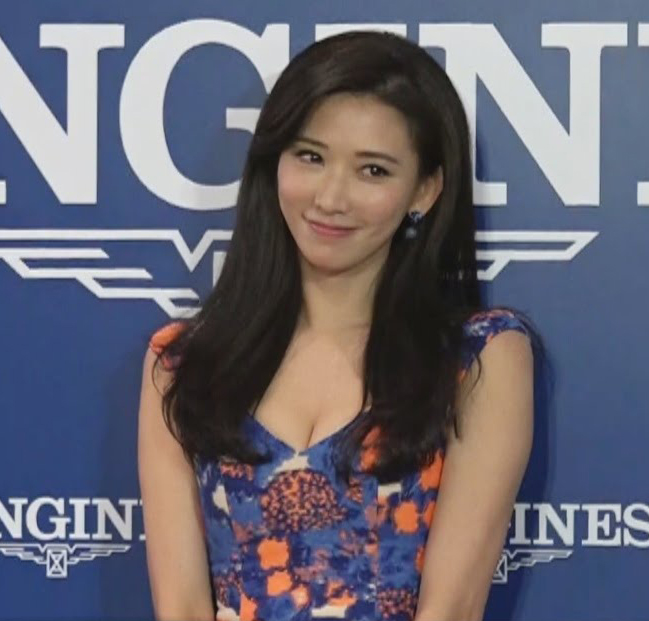
2014년

### 영화
- 적벽대전: 거대한 전쟁의 시작 (2008년) - 소교 역
- 적벽대전 2: 최후의 결전 (2009년) - 소교 역
- 트레져 헌터 (2009년) - 란팅 역
- 댄싱 닌자 (2010년)
- 웰컴 투 샤마타운 (2010년) - 춘낭 역
- 부천사거도 (2012년)
- 스위트하트 초콜릿 (2012년)
- 101번째프러포즈 (2013년)
- 베이징 및 뉴욕 (2015년)
- 이것은 내가 기대했던 것이 아니다 (2017년)
- 디디의꿈 (2017년)
- 원숭이 왕3 (2018년)

### 드라마
- 달의 연인 (2010년, 후지 TV) - 류슈메이 역